# Ett moln på min himmel (film)
Ett moln på min himmel (originaltitel: Bonjour Tristesse) är en amerikansk långfilm från 1958 i regi av Otto Preminger, med Deborah Kerr, David Niven, Jean Seberg och Mylène Demongeot i rollerna. Filmen bygger på romanen Ett moln på min himmel av Françoise Sagan.

## Handling
Den bortskämda flickan Cécile (Jean Seberg) lever med sin playboyfar Raymond (David Niven) på franska rivieran. Anne (Deborah Kerr), en mogen och kultiverad vän till Raymonds bortgångna fru, anländer till Raymonds villa för ett besök. Anne och Raymond blir ett par. Cécile är rädd att Anne kommer att störa hennes och hennes pappas odisciplinerade livsstil.
Raymond lovar att vara Anne trogen men kan inte ge upp sitt playboyliv. Med hjälp av Elsa (Mylène Demongeot), Raymonds unga och vilda älskarinna, försöker Cécile förstöra sin pappas förhållande med Anne.

## Rollista
| Deborah Kerr     | – Anne Larson        |
| David Niven      | – Raymond            |
| Jean Seberg      | – Cecile             |
| Mylène Demongeot | – Elsa               |
| Geoffrey Horne   | – Philippe           |
| Juliette Gréco   | – Juliette Gréco     |
| Walter Chiari    | – Pablo              |
| Martita Hunt     | – Philippes mamma    |
| Roland Culver    | – Mr. Lombard        |
| Jean Kent        | – Mrs. Helen Lombard |
| David Oxley      | – Jacques            |
| Elga Andersen    | – Denise             |
| Jeremy Burnham   | – Hubert             |
| Eveline Eyfel    | – Maid               |